# Siraba Dembélé
Siraba Dembélé (ur. 28 czerwca 1986 r. w Dreux) – francuska piłkarka ręczna pochodzenia malijskiego, reprezentantka kraju, zawodniczka Toulon Saint Cyr Var Handball, występująca na pozycji lewoskrzydłowej.
W 2006 roku zdobyła brązowy medal mistrzostw Europy w Szwecji po zwycięstwie nad reprezentacją Niemiec. Trzy lata później na mistrzostwach świata w Chinach przegrała w finałowym pojedynku z reprezentacją Rosji. Na następnych mistrzostwach świata w Brazylii powtórzyła sukces, zdobywając srebro, niosąc porażkę w finale z reprezentacją Norwegii.
W 2016 roku zdobyła srebrny medal na rozegranych w Rio de Janeiro igrzyskach olimpijskich, przegrywając w finale z reprezentacją Rosji. W grudniu tego samego roku po zwycięstwie w meczu o trzecie z reprezentacją Danii zdobyła brązowy medal mistrzostw Europy w Szwecji. Rok na mistrzostwach świata w Niemczech została mistrzynią świata, wygrywając w finale z reprezentacją Norwegii. W 2018 roku podczas mistrzostw Europy we Francji zdobyła złoty medal, rewanżując się za olimpijską porażkę przeciwko Rosji.

## Sukcesy reprezentacyjne
- Igrzyska olimpijskie:
  -  2016
- Mistrzostwa świata:
  -  2017
  -  2009
  -  2011
- Mistrzostwa Europy:
  -  2018
  -  2006
  -  2016

## Sukcesy klubowe
- Puchar EHF:
  -  2016–2017 (GK Rostow-Don)
- Puchar Challenge:
  -  2007–2008 (Mérignac Handball)
- Mistrzostwa Francji:
  -  2009–2010 (Toulon Saint Cyr Var Handball)
  -  2008–2009 (Issy Paris Hand)
  -  2010–2011 (Toulon Saint Cyr Var Handball)
- Puchar Francji:
  -  2010–2011, 2011–2012 (Toulon Saint Cyr Var Handball)
- Mistrzostwa Macedonii:
  -  2013–2014, 2014–2015, 2015–2016 (Wardar Skopje)
- Puchar Macedonii:
  -  2013–2014, 2014–2015, 2015–2016 (Wardar Skopje)
- Mistrzostwa Rosji:
  -  2016–2017, 2017–2018 (GK Rostow-Don)
- Puchar Rosji:
  -  2016–2017, 2017–2018 (GK Rostow-Don)